# Pasquale Bruno
(Adalberto Bortolotti)
Pasquale Bruno (San Donato di Lecce, 19 giugno 1962) è un ex calciatore italiano, di ruolo difensore, ricordato per essere stato uno dei giocatori più duri della storia del calcio italiano. Tra le sue vittorie figurano la Coppa UEFA 1989-1990, conquistata con la Juventus, e due Coppe Italia.
Personaggio molto discusso, era soprannominato 'O Animale per la sua grinta agonistica – più volte tramutatasi in violenza –, caratteristica che gli fece collezionare in sedici anni di calcio italiano oltre cento ammonizioni, numerosi cartellini rossi e una cinquantina di giornate di squalifica, e per la quale era anche apprezzato dai tifosi, i quali lo incoraggiavano a interventi rudi: in questo senso, durante il periodo granata fu protagonista di un derby contro la Juventus in cui fu espulso e, successivamente, squalificato per otto giornate per il suo impeto dopo il cartellino rosso.

## Biografia
Pasquale Bruno è nato a San Donato di Lecce. È sposato con Marcella e ha due figlie: Sandra e Marta. È il suocero di Ernesto Chevantón, legato a sua figlia Sandra.
Il soprannome 'O Animale fu coniato da Roberto Tricella, suo compagno ai tempi della Juventus, per l'omonimia con Pasquale Barra, killer pentito della camorra tra i cui appellativi c'è proprio 'O 'nimale, attribuitogli per la ferocia dei suoi delitti. Bruno ha svelato di non aver mai avuto un amico calciatore, nemmeno tra i suoi compagni di squadra, eccezion fatta per Ian Rush.
Ha dichiarato più volte di essere diventato ricco e di aver raggiunto la notorietà grazie alla sua cattiveria e costruendo un personaggio su di essa, senza la quale non avrebbe mai potuto – a suo dire – giocare ad alti livelli.
Da quando ha terminato la carriera calcistica svolge principalmente la professione di intermediario: è socio, con Jason Ferguson, figlio di Alex, della Elite Sport Group, società di procure sportive a Manchester. Inoltre ha lavorato come commentatore televisivo per TELE+ e nella stagione 2010-2011 per Dahlia TV. Dal 2020 è spesso ospite a Tiki Taka - La repubblica del pallone, programma condotto da Piero Chiambretti su Italia 1.
È tifoso del Torino ed è un appassionato di mountain bike.

## Caratteristiche tecniche

Un rude intervento in scivolata di Bruno ai danni di Renato Buso

Difensore arcigno e non molto dotato tecnicamente, faceva del gioco duro la sua arma principale. Tuttavia, ingaggiando duelli non sempre regolari con gli attaccanti avversari, sapeva fornire ottime prestazioni come marcatore a uomo. Numerosi furono gli screzi e le liti avute con gli avversari, tra i quali Crippa, Baggio, Ruben Sosa, Vialli, Casiraghi, Van Basten, Răducioiu, Maradona, Lerda.
Veniva impiegato prevalentemente nel ruolo di terzino, oppure come stopper.

## Carriera

### Club

#### Gli esordi al Lecce

Un giovane Bruno con la maglia del Lecce

Bruno inizia la sua carriera professionistica nel 1979 con la maglia del Lecce, nel campionato di Serie B. Il 30 marzo 1980 realizza la sua prima rete nella partita Lecce-Ternana (2-1). Con i giallorossi partecipa a quattro campionati cadetti, disputando 111 gare e realizzando 9 reti. Nel campionato 1981-1982 marca 6 gol, suo record stagionale.

#### L'arrivo al Como e le prime stagioni in Serie A
Nell'estate del 1983 passa al Como, con cui raggiunge il secondo posto nel campionato di Serie B e la sua prima promozione in Serie A, alla prima stagione. Tra i suoi compagni ci sono Annoni e Fusi, che ritroverà poi negli anni 1990 al Torino.

Bruno al Como nella stagione 1985-1986

Il 16 settembre 1984 il Como è impegnato, contro i campioni d'Italia della Juventus, nella prima gara di campionato. Bruno fa il suo debutto in Serie A, accompagnato dalla prima espulsione nel massimo campionato. La partita termina 0-0. Il 13 gennaio 1985 Bruno realizza il suo primo gol in Serie A, nella partita Milan-Como, siglando al 40' la rete del definitivo 0-2. Durante il campionato Bruno prende parte a 27 partite e il Como termina all'11º posto.
La stagione successiva, a campionato in corso, come allenatore subentra Rino Marchesi, che vorrà Bruno con sé anche alla Juventus due anni dopo. Il Como termina al 9º posto in campionato e nella Coppa Italia giunge sino alle semifinali, dove viene eliminato dalla Sampdoria. Dopo quattro stagioni, 109 presenze in campionato e due reti, nell'estate del 1987 lascia Como per approdare alla Juventus.

#### Le vittorie alla Juventus
Nei primi giorni di giugno del 1987 Bruno viene acquistato dalla Juventus. Con i bianconeri, causa un infortunio che gli fa saltare le prime partite, fa il suo debutto ufficiale alla terza gara di campionato, Juventus-Pescara (3-1) del 27 settembre. Al termine del campionato la Juventus sarà sesta, mentre in Coppa Italia verrà eliminata dai concittadini del Torino in semifinale.

Bruno alla Juventus a fine anni 1980

Nell'estate del 1988 la Juventus cambia allenatore e sceglie Dino Zoff, che conosce Bruno per averlo convocato da selezionatore della Nazionale olimpica nel 1987. Il terzino affermerà che Zoff è stata la persona da cui ha avuto i migliori insegnamenti e di avere sempre fatto tesoro dei suoi consigli.
Il 1º marzo 1989, a Torino, si gioca l'andata dei quarti di finale della Coppa UEFA, che vede affrontarsi Juventus e Napoli; la partita, terminata 2-0, viene sbloccata al 13' da un potente tiro di Bruno da fuori area che supera il portiere partenopeo Giuliani. Questa sarà l'unica rete di Bruno in bianconero in 99 gare, di cui 67 di campionato. Tuttavia, nonostante il vantaggio dell'andata, la Juventus verrà eliminata subendo un 3-0 (dopo i tempi supplementari) nella gara di ritorno al San Paolo.
Il 28 maggio 1989 si gioca Juventus-Fiorentina – trentesima giornata del campionato, che i bianconeri termineranno al quarto posto – e Bruno deve marcare Roberto Baggio. Al 73' vengono espulsi entrambi, il primo per una scorrettezza mentre il pallone era lontano, il secondo per un fallo di reazione. A causa di questa lite, continuata anche negli spogliatoi, entrambi sconteranno due giornate di squalifica e proseguiranno la loro inimicizia: Baggio considerava il gioco di Bruno troppo duro, mentre secondo il difensore, il fantasista era un cascatore.

Bruno stringe in mano la Coppa UEFA vinta in bianconero nella stagione 1989-1990, mentre festeggia negli spogliatoi con i compagni di squadra Oleksandr Zavarov (al centro) e Dario Bonetti (a destra).

Nell'ultima stagione in bianconero Bruno vince la Coppa Italia e la Coppa UEFA. La sua ultima partita è Fiorentina-Juventus (0-0), finale di ritorno della UEFA, disputatasi il 16 maggio 1990 al Partenio di Avellino, gara in cui viene anche espulso.

#### L'affermazione al Torino
(Pasquale Bruno, 2013)
Una volta svincolatosi dalla Juventus, Pasquale Bruno si accorda coi concittadini del Torino. La trattativa tra la società granata e il terzino – svoltasi durante il mese di giugno e sponsorizzata dal nuovo tecnico Mondonico, già suo allenatore ai tempi del Como, con il quale non mancheranno le polemiche – è contestata da molti tifosi, il cui ostracismo deriva dal recente passato del difensore tra le file dei rivali bianconeri. Ma a distanza di pochi mesi Bruno diventerà il loro idolo nonché un leader della squadra.
Esordisce il 5 settembre 1990 nella partita di Coppa Italia Verona-Torino (0-4). Quattro giorni dopo debutta anche in campionato, allo Stadio delle Alpi, contro la Lazio e viene espulso per una gomitata rifilata a Ruben Sosa, che – secondo quanto riportato dallo stesso Bruno – gli avrebbe sputato. Il Torino si piazzerà al quinto posto in campionato e nel mese di giugno vincerà la Mitropa Cup.

La grande rabbia di Bruno, placata a stento dai membri della panchina granata, dopo l'espulsione nel derby di Torino del 17 novembre 1991: «Quando [l'arbitro] mi ha fatto vedere il cartellino rosso sono rimasto a bocca aperta, come un merluzzo. Poi ho capito, mi sono fatto sotto e mi hanno trascinato via. Senza l'intervento di Lentini forse avrei finito la carriera».

Il 17 novembre 1991 si gioca la decima giornata di campionato e il Torino è impegnato nel derby contro la Juventus. Questa partita, terminata 1-0 per i bianconeri, verrà ricordata per l'espulsione e la reazione di Bruno che alcuni giornali definiranno «isterica». Già ammonito dopo cinque minuti di gioco, Bruno rifila una gomitata a Casiraghi, inducendo l'arbitro Ceccarini a espellerlo al 16' per somma di ammonizioni, cosa che fa perdere la testa al calciatore che tenta di aggredirlo, non riuscendoci grazie al tempestivo intervento di Lentini, aiutato poi anche da Cravero, Casagrande e altri componenti della panchina granata, i quali riescono ad accompagnare Bruno, scoppiato in lacrime, fuori dal campo. Ceccarini e i due guardalinee lasceranno lo stadio scortati dalla polizia. Per il suo comportamento verrà squalificato inizialmente per otto giornate, poi ridotte a cinque dalla Commissione disciplinare, che accoglierà il ricorso del Torino. Bruno, dopo l'accaduto, si giustificherà dando la colpa all'arbitro, criticherà i suoi compagni e Mondonico per averlo censurato e accuserà Casiraghi di essere un provocatore.
(Adalberto Bortolotti)
Il 26 febbraio 1992 si gioca al Delle Alpi il ritorno dei quarti di finale di Coppa Italia tra Torino e Milan. Al 22' di gioco, su un cross di Maldini Bruno colpisce il pallone, svirgolandolo e facendolo rimbalzare dentro la porta difesa da Marchegiani: Van Basten, dopo avere subito le pressioni del difensore granata in avvio di partita, si lascia andare a un balletto irridente nei suoi confronti, danzando a gambe aperte sopra il corpo di Bruno disteso a terra; Marchegiani, nel tentativo di rincorrere l'olandese, travolge Simone, rischiando l'espulsione, mentre nell'area si accende una mischia. La terna arbitrale non segue attentamente gli sviluppi dell'episodio, che invece inducono l'allenatore rossonero Capello – dopo due minuti dal gol – alla sostituzione di Van Basten, per evitare l'aggravarsi della situazione. Bruno segue l'attaccante verso la panchina, insultandolo, e dichiarerà in seguito di non essersi accorto di nulla, in quanto frastornato dall'autogol, e che avrebbe senz'altro reagito se fosse stato lucido.

Bruno in azione al Torino nel 1992-1993

In Coppa UEFA, il Torino avanza agevolmente sino alle semifinali, dove incontra il blasonato Real Madrid. Nella partita di andata, al Bernabéu, i padroni di casa si impongono per 2-1. Il 15 aprile 1992, nella gara di ritorno, i granata ribaltano il risultato, vincendo 2-0; Bruno disputa un'ottima gara, neutralizzando Butragueño. Nelle finali i granata affronteranno gli olandesi dell'Ajax, i quali si aggiudicheranno la competizione in virtù del maggior numero di gol segnati in trasferta dopo il 2-2 di Torino e lo 0-0 di Amsterdam.
Il 17 maggio 1992, nel penultimo turno di campionato, Bruno va in rete con una giocata pregevole nella partita Atalanta-Torino, fissando il risultato sull'1-3. Questa sarà la sua unica rete in maglia granata in 106 presenze totali tra campionati e coppe. Al termine della stagione 1991-1992 il Torino si classificherà terzo in Serie A.
Dopo due buoni anni al Torino, Bruno comincia la stagione 1992-1993 subendo un calo di rendimento e non è più efficace nei suoi interventi. Per questo viene criticato da Mondonico e dalla stampa. A chi gli fa notare le sue opache prestazioni risponde:
(Pasquale Bruno dopo Torino-Juventus (1-2) del 22 novembre 1992)
Il 7 febbraio 1993 si gioca allo Stadio delle Alpi Torino-Brescia, 19º turno di campionato. Al 45' del primo tempo Bruno entra con irruenza sulla gamba sinistra dell'attaccante romeno Răducioiu, il quale sarà costretto a lasciare il terreno di gioco in barella e a vedersi successivamente applicati nove punti di sutura. Nel dopopartita il romeno accuserà di essere stato minacciato dal difensore e Bruno, di fronte alle telecamere, vi scherzerà sopra:
(Pasquale Bruno dopo Torino-Brescia (1-0) del 7 febbraio 1993)
Il neo presidente del Torino Goveani, indispettito dalle dichiarazioni di Bruno, deciderà di non rinnovargli il contratto, in scadenza, e non lo multerà. Nei giorni seguenti la FIGC – su richiesta dello stesso Răducioiu, appoggiato dal presidente dell'Associazione Italiana Calciatori Sergio Campana – aprirà un'inchiesta federale.

Bruno esulta in maglia granata

Verso la fine di febbraio Bruno, in un'intervista televisiva, fa sapere di essersi accordato con il Manchester City per la stagione successiva: approfittando di due giorni liberi concessigli, è andato a trattare in prima persona con il club inglese e – stando alle sue parole – si è anche allenato con i suoi futuri compagni, a totale insaputa della società torinese, che rimarrà delusa per la vicenda e lo multerà. Il 19 giugno 1993 disputa la sua ultima partita con la maglia granata all'Olimpico di Roma, in occasione della finale di ritorno della Coppa Italia tra Roma e Torino, che vedrà come vincitrice proprio la squadra piemontese.

#### Ritorno in Serie B: Fiorentina e Lecce bis
Il 30 giugno 1993 passa alla Fiorentina per la cifra di 1,5 miliardi di lire, firmando un contratto biennale da 650 milioni netti annui, e torna a giocare in Serie B dopo 9 stagioni consecutive in Serie A.
Pasquale Bruno è famoso anche per aver ricevuto, durante la sua carriera, parecchie multe dalle società. Di seguito sono elencate alcune di esse.
A seguito del suo comportamento nel derby Juventus-Torino (1-0) del 17 novembre 1991, venne multato per 41 milioni di lire dalla società granata.
Nell'estate 1992, in occasione di un'amichevole precampionato contro la Lucchese, venne multato dall'allora direttore sportivo del Torino, Luciano Moggi, per 10 milioni di lire a seguito di un'espulsione.
Nel febbraio del 1993 il neo presidente granata Goveani lo multò per 10 milioni di lire per la sua trasferta a Manchester.
Ai tempi della Fiorentina, il presidente Cecchi Gori lo multò con 32 milioni di lire a seguito di una squalifica di tre giornate, comminatagli per la rissa al termine della partita Fiorentina-Brescia (2-1) del 26 settembre 1993.
Sempre Cecchi Gori, nell'ottobre del 1994, lo multò per altri 30 milioni di lire per aver partecipato alla trasmissione L'appello del martedì senza il permesso della società.
Esordisce con la Fiorentina il 22 agosto 1993 nella gara di Coppa Italia Fiorentina-Empoli (2-0). Dopo avere saltato le prime due gare per squalifica, il successivo 12 settembre Bruno fa il suo debutto in campionato con i viola nella terza giornata, in occasione di Cosenza-Fiorentina (1-1). Nel dopopartita viene sorteggiato per il controllo antidoping e allunga la provetta delle urine con acqua minerale; nonostante l'evidenza del fatto, Bruno negherà tutto. In seguito, il 22 ottobre, verrà squalificato per due turni.
(Pasquale Bruno intervistato nel 2004)
Il 26 settembre 1993, al termine della quinta giornata di campionato Fiorentina-Brescia (2-1), Bruno colpisce con un pugno al volto Lerda nel sottopassaggio che porta agli spogliatoi, reagendo agli insulti e agli sputi dell'attaccante bresciano. Il difensore viola, che escluderà il suo coinvolgimento nella vicenda, verrà squalificato per tre turni, ai quali verranno sommati gli altri due per aver falsificato il test antidoping, per un totale di cinque giornate consecutive di squalifica.
In occasione della gara di ritorno, giocata al Rigamonti di Brescia nel febbraio del 1994, Bruno viaggerà sdraiato sul fondo del pullman per evitare di attirare le ire dei tifosi avversari e verrà accompagnato da quattro guardie del corpo fino al campo.
Nel frattempo il 3 dicembre 1993, all'indomani della partita di Coppa Italia Fiorentina-Venezia (1-2) – che fa registrare un'altra espulsione di Bruno –, il presidente Cecchi Gori decide di metterlo fuori squadra a tempo indeterminato (salvo poi rivedere il suo provvedimento e optare solamente per escluderlo dalla rosa, grazie alla mediazione dell'allenatore Claudio Ranieri), stanco dei suoi comportamenti e delle sue squalifiche che – a suo dire – rovinano l'immagine della società. Solamente in questi primi mesi della stagione Bruno è stato multato per la cifra complessiva di 117 milioni di lire dal presidente, in seguito alle sue ripetute gravi condotte.
L'acquisto di Bruno, voluto da Cecchi Gori per dare solidità difensiva, si rivela fallimentare, non solo per i suoi comportamenti, ma – sempre secondo Cecchi Gori – anche per le sue prestazioni insufficienti.
Nel nuovo anno la punizione di Cecchi Gori termina, sicché il 2 gennaio 1994 Bruno torna in campo per la partita di campionato Lucchese-Fiorentina (1-1). Nel girone di ritorno esibisce una buona condizione fisica. A fine stagione la Fiorentina vincerà il campionato cadetto e sarà promossa in Serie A. Bruno, inaspettatamente, sarà riconfermato.

Bruno alla Fiorentina nell'annata 1993-1994

Nella stagione successiva viene messo fuori rosa per contrasti con Ranieri, il quale lo reintegrerà in squadra il 30 novembre 1994 – dopo che il difensore deciderà di adattarsi alla panchina – in occasione dei quarti di finale di Coppa Italia Parma-Fiorentina (2-0), partita nella quale andrà in panchina per la prima volta nella stagione.
In rotta con la società viola, dopo una nuova multa di Cecchi Gori, Bruno chiede di essere ceduto; nel mese di ottobre tenta il trasferimento al Crystal Palace, senza successo.
Nei primi giorni del novembre 1994 il Brescia acquista Pasquale Bruno dalla Fiorentina. Dopo le contestazioni dei tifosi lombardi – dovute ai suoi passati incidenti con Răducioiu e Lerda, all'epoca dei fatti calciatori del Brescia – la società preferisce non presentare il difensore, che decide di non trasferirsi a Brescia, preoccupato per l'incolumità sua e della sua famiglia.
Il 3 gennaio 1995 firma un contratto per due stagioni con il Lecce, che disputa il campionato di Serie B. Il suo ritorno in campo con la maglia giallorossa avviene cinque giorni dopo nella partita Lecce-Verona (1-0). A fine stagione il Lecce terminerà all'ultimo posto e retrocederà in Serie C1; Bruno totalizzerà tre reti in 17 gare di campionato e, contrariamente agli accordi, non seguirà la squadra la stagione successiva in Serie C.

#### Le esperienze nel Regno Unito e il ritiro
Nell'autunno del 1995 firma un contratto biennale dall'equivalente di 300 milioni di lire annui con l'Hearts, squadra di Edimburgo. Bruno, accolto con calore, si ingraziò presto i tifosi scozzesi. Il suo esordio avviene il 4 novembre 1995 nella partita Hearts-Partick Thistle (3-0). Nella sua prima stagione raggiunge la finale della Scottish Cup, dove gli Hearts perdono 5-1 contro il Rangers Glasgow.
Nel 1997 passa al Wigan dove disputerà solamente quarantacinque minuti in tutta la stagione, alla fine della quale si ritirerà, salvo poi ritornare a giocare – come attaccante – nel 2002, all'età di quarant'anni, con il Delta San Donato, squadra di Terza Categoria della sua città natale, allenata dal fratello Gigi e diretta dal padre Pino.

### Nazionale
Bruno fa parte della selezione che, nell'ottobre del 1981, disputa in Australia il campionato mondiale Under-20. Gioca le prime due partite contro la Corea del Sud e il Brasile, rimediando due cartellini gialli. L'Italia esce al primo turno, dopo tre sconfitte in tre partite.
Il 16 dicembre 1981 disputa, con la Nazionale italiana B Under 21, una partita amichevole contro una selezione simile della Spagna.
Nel novembre del 1986, durante il periodo di militanza nel Como, Bruno entra nel giro della Nazionale olimpica allenata da Zoff, nella quale vanta sei convocazioni totali. Tra il gennaio e l'aprile del 1987, viene chiamato per le partite contro Grecia, Portogallo, Germania Est e Islanda. Dopo aver debuttato contro la Germania Est, nell'aprile del 1988 gioca in Italia-Paesi Bassi (3-0) la sua seconda e ultima partita con la selezione olimpica. Bruno verrà incluso nella preselezione per i giochi olimpici di Seul 1988 dal nuovo CT Rocca – che sostituirà Zoff dopo il suo passaggio alla Juventus –, ma non farà parte della rosa dei 20 finali.

## Statistiche

### Presenze e reti nei club
| Stagione          | Squadra           | Campionato        | Campionato | Campionato | Coppe nazionali | Coppe nazionali | Coppe nazionali | Coppe continentali | Coppe continentali | Coppe continentali | Altre coppe | Altre coppe | Altre coppe | Totale | Totale |
| Stagione          | Squadra           | Comp              | Pres       | Reti       | Comp            | Pres            | Reti            | Comp               | Pres               | Reti               | Comp        | Pres        | Reti        | Pres   | Reti   |
| ----------------- | ----------------- | ----------------- | ---------- | ---------- | --------------- | --------------- | --------------- | ------------------ | ------------------ | ------------------ | ----------- | ----------- | ----------- | ------ | ------ |
| 1979-1980         | Lecce             | B                 | 23         | 1          | CI              | 0               | 0               | -                  | -                  | -                  | -           | -           | -           | 23     | 1      |
| 1980-1981         | Lecce             | B                 | 25         | 1          | CI              | 2               | 0               | -                  | -                  | -                  | -           | -           | -           | 27     | 1      |
| 1981-1982         | Lecce             | B                 | 31         | 6          | CI              | 5               | 0               | -                  | -                  | -                  | -           | -           | -           | 36     | 6      |
| 1982-1983         | Lecce             | B                 | 32         | 1          | CI              | 5               | 0               | -                  | -                  | -                  | -           | -           | -           | 37     | 1      |
| 1983-1984         | Como              | B                 | 26         | 0          | CI              | 5               | 0               | -                  | -                  | -                  | -           | -           | -           | 31     | 0      |
| 1984-1985         | Como              | A                 | 27         | 1          | CI              | 5               | 0               | -                  | -                  | -                  | -           | -           | -           | 32     | 1      |
| 1985-1986         | Como              | A                 | 27         | 1          | CI              | 11              | 0               | -                  | -                  | -                  | -           | -           | -           | 38     | 1      |
| 1986-1987         | Como              | A                 | 29         | 0          | CI              | 4               | 0               | -                  | -                  | -                  | -           | -           | -           | 33     | 0      |
| Totale Como       | Totale Como       | Totale Como       | 109        | 2          |                 | 25              | 0               |                    | -                  | -                  |             | -           | -           | 134    | 2      |
| 1987-1988         | Juventus          | A                 | 25+1       | 0+0        | CI              | 6               | 0               | CU                 | 2                  | 0                  | -           | -           | -           | 34     | 0      |
| 1988-1989         | Juventus          | A                 | 23         | 0          | CI              | 8               | 0               | CU                 | 5                  | 1                  | -           | -           | -           | 36     | 1      |
| 1989-1990         | Juventus          | A                 | 19         | 0          | CI              | 2               | 0               | CU                 | 8                  | 0                  | -           | -           | -           | 29     | 0      |
| Totale Juventus   | Totale Juventus   | Totale Juventus   | 67+1       | 0          |                 | 16              | 0               |                    | 15                 | 1                  |             | -           | -           | 99     | 1      |
| 1990-1991         | Torino            | A                 | 28         | 0          | CI              | 5               | 0               | -                  | -                  | -                  | CM          | 3           | 0           | 36     | 0      |
| 1991-1992         | Torino            | A                 | 22         | 1          | CI              | 4               | 0               | CU                 | 9                  | 0                  | -           | -           | -           | 35     | 1      |
| 1992-1993         | Torino            | A                 | 24         | 0          | CI              | 7               | 0               | CU                 | 4                  | 0                  | -           | -           | -           | 35     | 0      |
| Totale Torino     | Totale Torino     | Totale Torino     | 74         | 1          |                 | 16              | 0               |                    | 13                 | 0                  |             | 3           | 0           | 106    | 1      |
| 1993-1994         | Fiorentina        | B                 | 19         | 0          | CI              | 4               | 0               | -                  | -                  | -                  | CAI         | 3           | 0           | 26     | 0      |
| lug.-dic. 1994    | Fiorentina        | A                 | 0          | 0          | CI              | 0               | 0               | -                  | -                  | -                  | -           | -           | -           | 0      | 0      |
| Totale Fiorentina | Totale Fiorentina | Totale Fiorentina | 19         | 0          |                 | 4               | 0               |                    | 3                  | 0                  |             | -           | -           | 26     | 0      |
| gen.-giu. 1995    | Lecce             | B                 | 17         | 3          | CI              | -               | -               | -                  | -                  | -                  | -           | -           | -           | 17     | 3      |
| Totale Lecce      | Totale Lecce      | Totale Lecce      | 128        | 12         |                 | 12              | 0               |                    | -                  | -                  |             | -           | -           | 140    | 12     |
| 1995-1996         | Hearts            | PD                | 22         | 1          | SC              | 4               | 0               | -                  | -                  | -                  | -           | -           | -           | 26     | 1      |
| 1996-1997         | Hearts            | PD                | 13         | 0          | SLC             | 4               | 0               | CdC                | 2                  | 0                  | -           | -           | -           | 19     | 0      |
| Totale Hearts     | Totale Hearts     | Totale Hearts     | 35         | 1          |                 | 8               | 0               |                    | 2                  | 0                  |             | -           | -           | 45     | 1      |
| 1997-feb. 1998    | Wigan             | SD                | 1          | 0          | -               | -               | -               | -                  | -                  | -                  | -           | -           | -           | 1      | 0      |
| Totale carriera   | Totale carriera   | Totale carriera   | 434+       | 16         |                 | 55+             | ?               |                    | 36                 | 1+                 |             | -           | -           | 525+   | 17+    |

## Palmarès

### Club

#### Competizioni nazionali
- Coppa Italia: 2

Juventus: 1989-1990
Torino: 1992-1993
- Campionato italiano di Serie B: 1

Fiorentina: 1993-1994

#### Competizioni internazionali
- Coppa UEFA: 1

Juventus: 1989-1990
- Coppa Mitropa: 1

Torino: 1991